# Masdevallia chaparensis
Masdevallia chaparensis är en orkidéart som beskrevs av Tamotsu Hashimoto. Masdevallia chaparensis ingår i släktet Masdevallia och familjen orkidéer.
Artens utbredningsområde är Bolivia. Inga underarter finns listade i Catalogue of Life.

## Bildgalleri

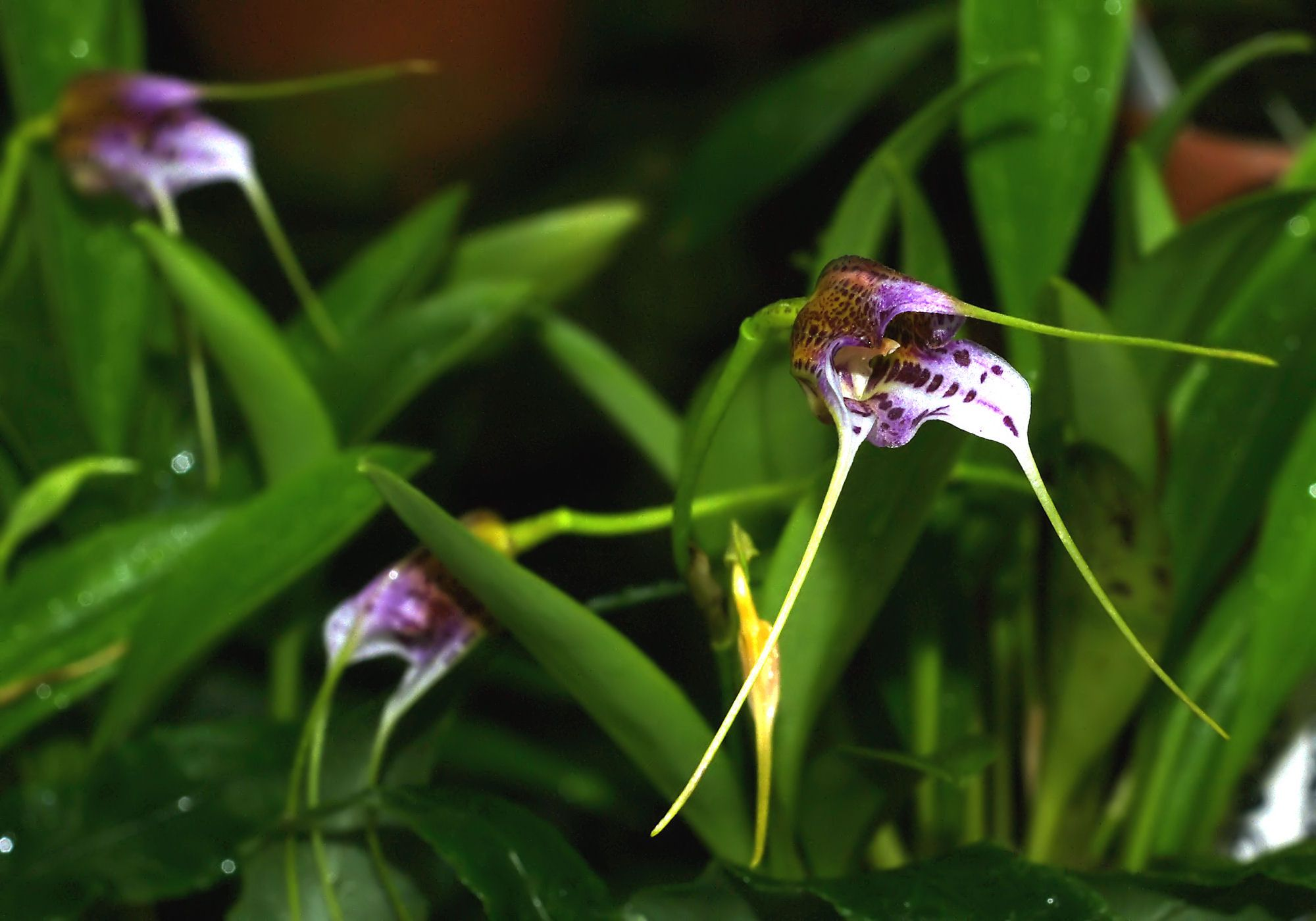
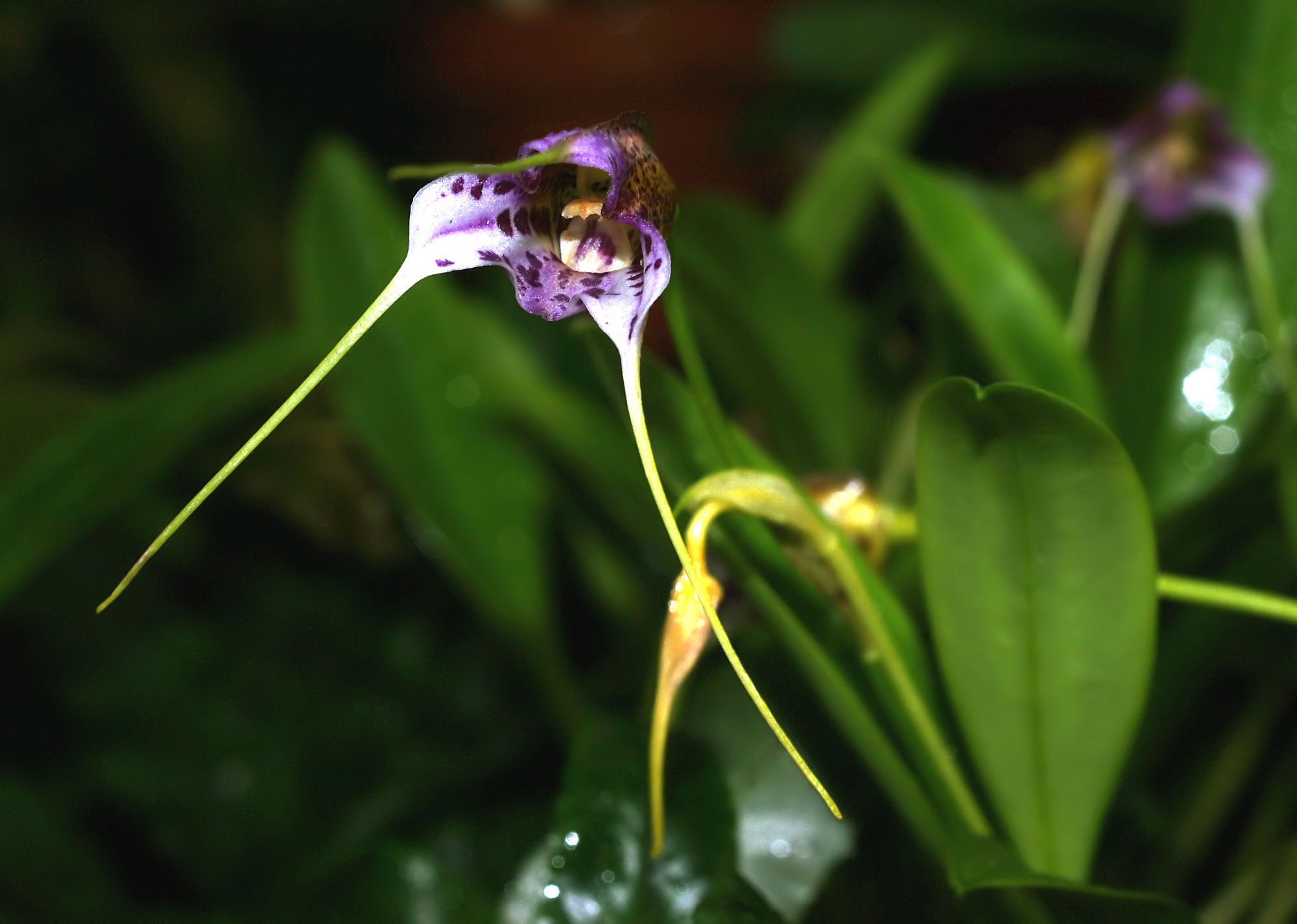
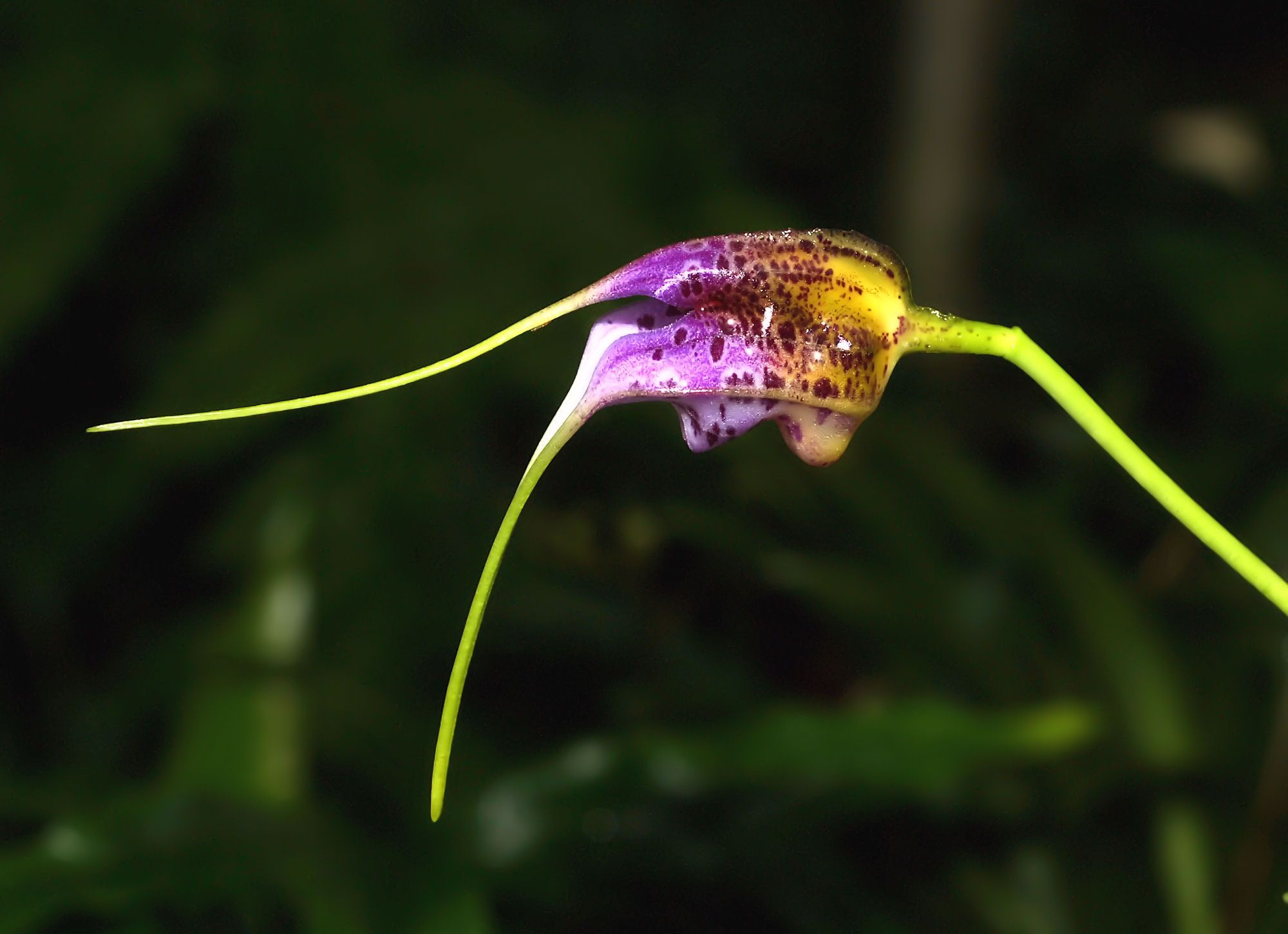